# Сакс, Тармо
Тармо Сакс (эст. Tarmo Saks; 6 ноября 1975, Таллин) — эстонский футболист, нападающий. Выступал за национальную сборную Эстонии.

## Биография

### Клубная карьера
Дебютировал во взрослом футболе в сезоне 1993/94, сыграв 11 матчей и забив 4 гола в чемпионате Эстонии в составе таллинской «Нормы». Стал серебряным призёром чемпионата и забил один из голов в «золотом матче» в ворота «Флоры» (2:5). В этом же сезоне стал обладателем Кубка Эстонии, отличившись двумя голами в ворота «Транса» в финальном матче (4:1).
В 1994 году перешёл в таллинскую «Флору». За основной состав клуба провёл всего 2 матча в начале сезона 1994/95, отличившись голом 13 августа 1994 года в ворота «Транса». Затем в течение шести лет играл на правах аренды за фарм-клубы «Флоры» в высшем и первом дивизионах.
Всего в высшем дивизионе Эстонии сыграл 93 матча и забил 17 голов.
По окончании сезона 2000 года, в 25-летнем возрасте завершил профессиональную карьеру. Затем в течение 11-ти сезонов играл на любительском уровне за таллинскую команду «Конкордия Аудентес».

### Карьера в сборной
Выступал за юношескую и молодёжную сборные Эстонии.
В национальной сборной Эстонии дебютировал 29 июля 1994 года в матче Кубка Балтии против Литвы, отыграв первые 53 минуты матча. Летом 1994 года принял участие в двух матчах Кубка Балтии и товарищеской игре с Исландией, затем после трёхлетнего перерыва был вызван в сборную летом 1997 года и принял участие ещё в двух матчах Кубка Балтии.
Всего на счету Сакса 5 матчей за сборную (ни один из них не провёл полностью), голов не забивал.

## Достижения
- Чемпион Эстонии: 1994/95
- Серебряный призёр чемпионата Эстонии: 1993/94
- Обладатель Кубка Эстонии: 1993/94